# Crazy Legs
Richard Colón (geboren am 1. Januar 1966), besser bekannt unter seinem Künstlernamen Crazy Legs, ist ein amerikanischer B-Boy, der in den ersten Berichten über Hip-Hop-Tanz in der Mainstream-Presse auftauchte und als Präsident der Rock Steady Crew die Form 1983 nach London und Paris brachte. Heute engagiert er sich auch in der Öffentlichkeitsarbeit, im Tanzunterricht und in Tanztheaterproduktionen. Sein Pionierstatus spiegelt sich in seinen Auftritten in Spiel- und Dokumentarfilmen wider. Crazy Legs ist das bekannteste und kommerziell erfolgreichste der wenigen verbliebenen Originalmitglieder der Rock Steady Crew und ihr derzeitiger Präsident.

## Karriere
Richard „Crazy Legs“ Colón wuchs im Stadtteil Inwood in Manhattan, New York City, auf, wo er im Alter von neun Jahren von seinem älteren Bruder in das „Breaking“ eingeführt wurde. Er war ein Gründungsmitglied der Rock Steady Crew nach deren Gründung im Jahr 1979. Die Tanzkritikerin Sally Banes zitiert Crazy Legs in einem Artikel in der Village Voice vom April 1981, in dem er die besten Tänzer auflistet, die es gibt, und dokumentiert seine zufällige Erfindung der „W“-Bewegung, bei der der Tänzer mit beiden Beinen auf dem Rücken sitzt. Im darauf folgenden Monat berichtete die New York Times über eine dreitägige Konferenz über die „Volkskultur der Bronx“. „Es gibt ein System von Lehrlingen: ein 'Lil' Crazy Legs mit Crazy Legs“, berichtete die Times, „Tanzschritte werden solo zu einer Begleitung namens Rappen ausgeführt - Sprechgesang und Schlagzeug.“
Sein erster Filmauftritt war die Rolle seiner selbst in Charlie Ahearns Independent-Film Wild Style! (1982), gefolgt von seinem Auftritt in der frühen Dokumentation über die Hip-Hop-Kultur Style Wars (PBS, 1983). Im Zuge der Hip-Hop-Begeisterung brachte der 16-jährige Crazy Legs, heute Präsident der Rock Steady Crew, den Hip-Hop-Tanz im Rahmen der New York City Rap Tour nach Paris und London, zusammen mit den Künstlern Afrika Bambaataa und Grandmixer D.ST, den Graffiti-Künstlern Fab 5 Freddie und Futura 2000 sowie den Weltmeisterinnen Fantastic Four Double Dutch Girls. Auftritte in Hollywood-Filmen waren eine weitere Folge: Er war ein Straßentänzer (und auch ein stark verkleidetes Körperdouble für die letzten Tanzszenen von Jennifer Beals) in dem Film Flashdance (Paramount, 1983) und spielte sich selbst, wie auch Wild Style, in dem Spielfilm Beat Street (Orion, 1984).
Im Jahr 1991 tanzte er in So! What Happens Now? der "wahrscheinlich ersten Hip-Hop-Produktion auf einer Mainstream-Tanzbühne in New York City", so die New York Times, die darin den Beweis sah, dass "Street Dance eine Kunst ist, die genauso anspruchsvoll und einfallsreich ist wie Mainstream-Tanzformen wie Ballett und Jazz". "Im Jahr darauf folgte Concrete Jungle als Teil eines Programms im Lincoln Center, das die Times als "Wendepunkt in der Entwicklung des urbanen Straßentanzes" bezeichnete, wobei das Stück selbst "außerordentlich berührend" war. 1995 wurde das "jubilierend hyperaktive" und "erstaunliche" Jam on the Groove uraufgeführt, und 1999 unterrichteten Crazy Legs Tänzer des Urban Youth Theater für ihre Show Minotaur.
Crazy Legs war Gastgeber von B-Boy-Wettbewerben, Auftritten bei Live-Veranstaltungen und der Inszenierung von Rock Steady Crew-Jubiläen. Er hat für die Fernseh-Comedy-Serie Kung Faux die Synchronisation übernommen. Er ist auch eine Figur im Videospiel Def Jam Fight For NY. Im Jahr 2006 wurde er von der Smithsonian Institution eingeladen, einen Beitrag zu einer Sammlung für das National Museum of American History zu leisten. Crazy Legs zog sich am 28. Juli 2012 offiziell aus dem Wettbewerb zurück, nachdem er beim 35-jährigen Jubiläum der Rock Steady Crew im The Altman Building in Manhattan, NY, aufgetreten war.

## Rock-Steady-Jubiläumspartys
Als Präsident der Rock Steady Crew veranstaltet und organisiert Crazy Legs mit seiner Firma Backspin Productions das jährliche Rock Steady Anniversary, ein Community-Event, das verstorbene Mitglieder der Crew ehrt und die Hip-Hop-Kultur feiert. Auf den Partys treten DJs, Breaker, MCs und Graffitikünstler auf. Während der jährlichen Jubiläumsfeierlichkeiten veranstaltet die Gruppe auch das jährliche Celebrity Basketball Tournament, um Geld für den Greenwich Village Youth Council in New York zu sammeln. Im Jahr 2003 erklärte der New Yorker Bürgermeister Michael Bloomberg den 26. Juli zum „Rock Steady Crew Day“ in New York City während der Feierlichkeiten zum 26-jährigen Bestehen der Gruppe am Pier 54. Das Sportbekleidungsunternehmen Fila stellte im April 2004 den „Rock Steady Crew 77“-Sneaker vor.

## Preise
Als Teil der Rock Steady Crew gewann Crazy Legs 1992 einen Bessie Award für Choreografie. 1994 erhielt er den Hip Hop Pioneer Award von The Source. Im Jahr 2003 wurde er mit dem Source Youth Foundation Image Award ausgezeichnet. Außerdem erhielt er 2003 den AARTS Award des Bay Shore Schools Arts Education Fund und wurde 2003 als National Godfather der Jersey City Puerto Rican Day Parade geehrt. Für seine Arbeit mit Wyclef Jean wurde er für einen MTV Award für die beste Choreografie nominiert. „Jam on the Groove“ wurde 1996 bei den Drama Desk Awards für die beste Choreografie nominiert. Sein Tanzprogramm im POINT CDC für Jugendliche in der South Bronx brachte ihm die Auszeichnung „New Yorker of the Week“ von New York 1 News ein.